# Левка (Болгария)
Левка (болг. Левка) — село в Болгарии. Находится в Хасковской области, входит в общину Свиленград. Население составляет 454 человека.

## Политическая ситуация
В местном кметстве Левка, в состав которого входит Левка, должность кмета (старосты) исполняет Маринка  Желязкова Костадинова (Граждане за европейское развитие Болгарии (ГЕРБ)) по результатам выборов правления кметства.
Кмет (мэр) общины Свиленград — Георги Стоянов Манолов (инициативный комитет) по результатам выборов в правление общины.